# Ain't That a Kick in the Head?
Ain't That a Kick in the Head?是一首非常值得玩味的歌曲。它是在1960年，由Jimmy_Van_Heusen作曲，Sammy Cahn作词，Nelson Riddle指挥，并且由迪安·马丁在该年的5月10日首次演唱。在电影Ocean's 11 (1960)中，Martin还与铁琴演奏家Red_Norvo和他的四重奏乐队合作表演了一段这首歌曲。

## 不同版本
有许多音乐人表演过这首歌曲，其中就包括迪安·马丁本人，还有Wolfgang Parker，罗比·威廉斯，David Slater，西城男孩，Ray Quinn，Hazell Dean，以及Cherry Poppin' Daddies。它还出现在包括电影十三罗汉、盜亦有道和布朗克斯的故事等多部电影的原声音乐之中。另外，它还被用在百威啤酒在第四十一届超级碗上播放的广告之中。
Martin的女儿，Deana_Martin在2005年的时候也录制了这首“Ain't That A Kick in the Head”，收录在2006年由Big Fish Records出版发行的名为Memories Are Made of This的专辑之中。 这首歌还有一个Dean Martin与凱文·斯貝西的对唱版本，收录在Martin的2007年纪念专辑Forever Cool之中。
这首歌也被用在了末世后主题的角色扮演游戏辐射：新维加斯，以及电影不可能的任務：鬼影行動之中。
此外，这首歌还在电视剧天堂执法者第五季的第14集「Powehiwehi」（Blackout）中出现过。